# Eberhard Ludwig, Duce de Württemberg
Ducele Eberhard Ludwig (18 septembrie 1676 – 31 octombrie 1733) a fost al 10-lea duce de Württemberg, din 1692 pâînă în 1733.

## Biografie

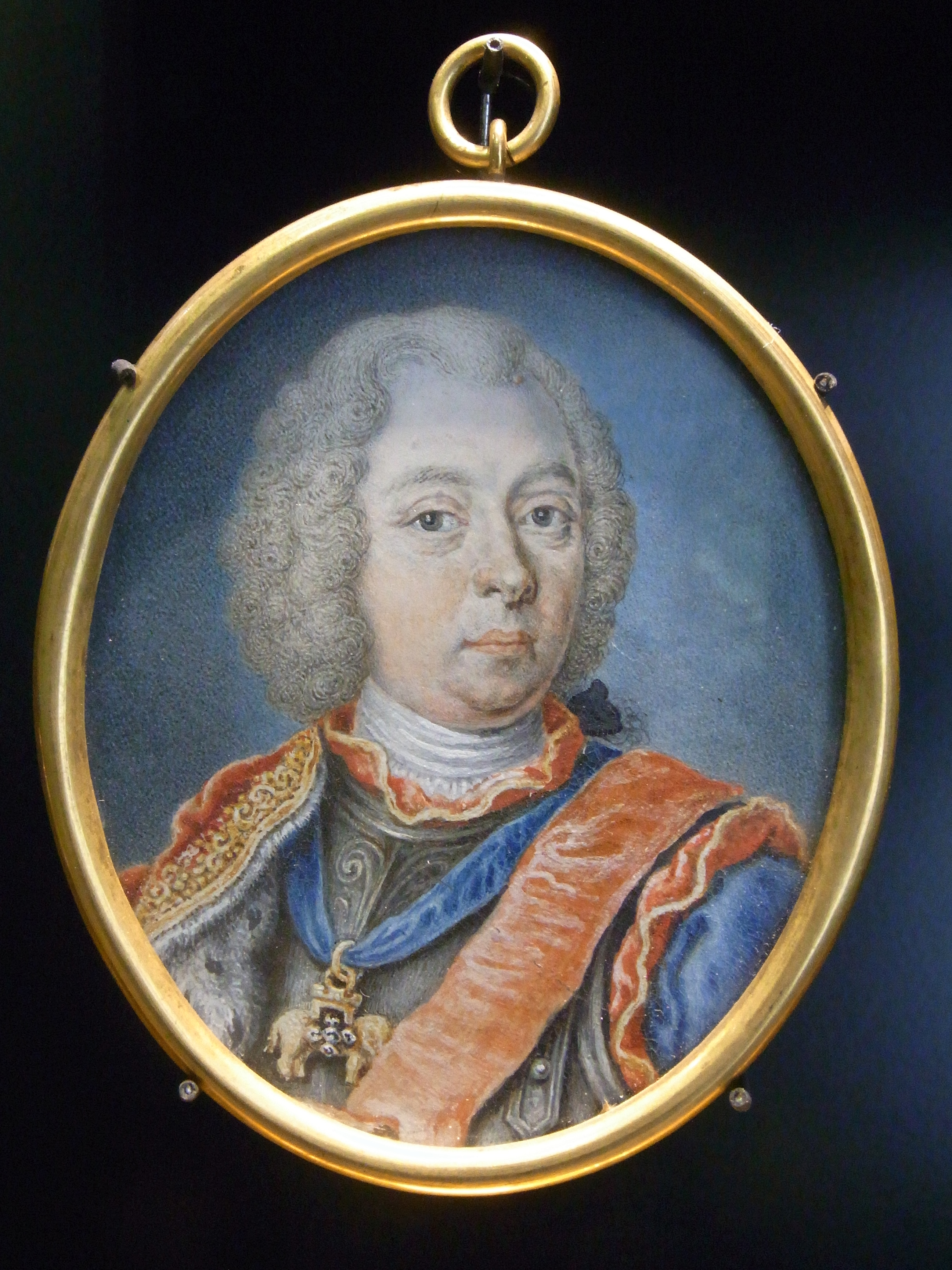
Eberhard Ludwig von Württemberg

Eberhard Ludwig s-a născut la Stuttgart și a fost al treilea copil al Ducelui Wilhelm Ludwig de Württemberg și a soției acestuia, Magdalena Sibylla de Hesse-Darmstadt. După moartea timpurie și neașteptată a tatălui său în 1677, curtea regală a decis să acorde regența unchiului său, Frederic Karl, Duce de Württemberg-Winnental.
În 1693, împăratul Leopold I l-a numit Duce de Württemberg pe tânărul de aproape 17 ani Eberhard Ludwig. Proaspătul duce nu arăta interes pentru treburile guvernamentale. El a fost desctis de contemporanii săi drept superficial și influențabil. Cel mai important, comportamentul său a condus la soarta politică a țării sale, aceasta fiind decisă în mare măsură de către consiliul său. Ducele a preferat vânătoarea și a lăsat administrația țării sale în mâinile consilierilor săi. În 1697, s-a căsătorit cu Joanna Elisabeth de Baden-Durlach.
Cu puțin timp înainte de 1700, el l-a vizitat pe regele Ludovic al XIV-lea al Franței la Palatul Versailles și a planificat să transforme Württemberg într-un stat absolutist. El a crescut taxele, însă finanțele au rămas în continuare un obstacol. În 1704, el a pus bazele Palatului Ludwigsburg. Pentru a economisi bani, el a permis lucrătorilor să locuiască în jurul palatului timp de 15 ani fără taxe. Mai târziu, orașul Ludwigsburg s-a dezvoltat din aceste rețedințe.
Începînd cu 1711, Eberhard Ludwig  a petrecut tot mai mult timp la Ludwigsburg, de obicei în compania metresei sale, Wilhelmine von Grävenitz, cu care s-a căsătorit în 1707. Din cauza presiunilor exercitate de împărat, căsătoria a trebuit să fie anulată rapid iar Grävenitz a plecat în exil. Eberhard Ludwig a urmat-o  în Elveția, unde au stat până în 1710. După ce s-a căsătorit cu un alt bărbat, Graf von Würben, Wilhelminei i s-a permis să se întoarcă la curtea ducală. Timp de peste două decenii, Grävenitz a avut o influență puternică asupra guvernului țării. Ea a fost cea care, împreună cu Eberhard Ludwig, a mutat capitala ducatului de la Stuttgart la Ludwigsburg. Ducesa Joanna Elisabeta de Baden-Durlach a rămas în palatul regal din Stuttgart.
Decesul timpuriu al fiului lui, în 1731, a amenințat să treacă Württemberg liniei catolice secundare. Din cauza acestui pericol, Ducele Eberhard Ludwig a rupt legătura cu Wilhelmine de Grävenitz și a sperat să conceapă un moștenitor legitim cu soția sa, Johanna Elisabeth. Vârsta înaintată a cuplului și decesul iminent al Ducelui la 31 octombrie 1733 au zădărnicit acest plan.